# Вертипорох, Иван Лукьянович
Иван Лукьянович Вертипорох (1928, село Цибулевка, Тростянецкий район, Тульчинский округ, Украинская ССР — неизвестно, Горловка, Донецкая область) — бригадир комплексной строительной бригады шахтостроительного управления № 7 треста «Артёмшахтострой» Министерства угольной промышленности Украинской ССР, Донецкая область. Герой Социалистического Труда (1981).

## Биография
Родился в 1928 году в крестьянской семье в селе Цибулевка Тростянецкого района. Окончил пять классов местной школы, оставив дальнейшее обучение из-за начала Великой Отечественной войны. В 1948 году отправился по организационному набору на Донбасс, где трудился на строительстве шахт в управлении № 7 «Артёмшахтострой».
В последующем был назначен бригадиром комплексной бригады, которая строила шахтные стволы. Строители его бригады, освоив смежные строительные специальности и альпинистские навыки, возводили копры шахт «Углегорская» в Енакиеве, имени Артёма в Дзержинске, «Комсомолец Донбасса» в Шахтёрске, № 6 — 42 и № 16 в Павлограде. За выдающиеся трудовые достижения по итогам работы в годы Семилетки (1959—1965) был награждён Орденом Ленина и Восьмой пятилетки (1966—1970) — Орденом Октябрьской Революции.
Бригада под его руководством участвовала в строительстве самого высокого в СССР башенного копра шахтного ствола шахты «Шахтёрская-Глубокая» высотой 134 метра. Во время сильного ветра стальной торс, на котором висела бадья с бетоном, запутался с силовым кабелем, свисавшим с крана и полностью прекратил работу подъёмного механизма и парализовал всю стройку. Иван Вертипорох залез по стальному тросу на бадью и за несколько часов размотал зацеп. Указом Президиума Верховного Совета СССР от 18 февраля 1981 года удостоен звания Героя Социалистического Труда за «выдающиеся производственные успехи, достигнутые при строительстве и досрочном вводе в действие шахты „Ждановская-Капитальная“ № 1 производственного объединения „Шахтёрскантрацит“, и проявленную трудовую доблесть» с вручением ордена Ленина и золотой медали «Серп и Молот» (№ 19528).
После выхода на пенсию проживал в Горловке. С 1989 года — персональный пенсионер союзного значения. Дата смерти не установлена.
Награды
- Герой Социалистического Труда
- Орден Ленина — дважды (11.08.1966; 1981)
- Орден Октябрьской Революции (05.04.1971)
- Почётный гражданин Горловки